# Quenching (fluorescencia)

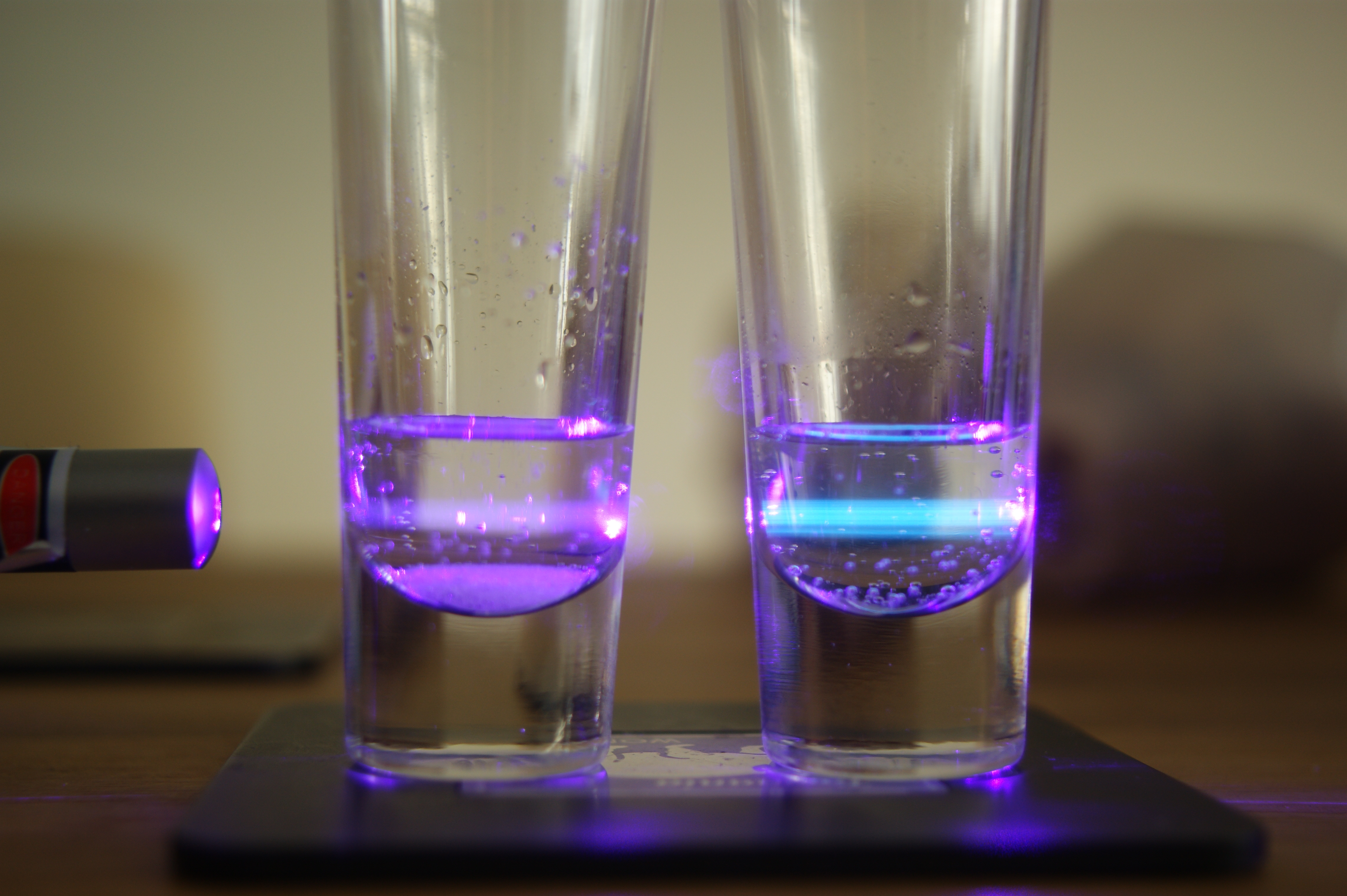
Dos muestras de quinina disuelta en agua e iluminadas por un láser de color violeta. La típica fluorescencia azul de la quinina puede observarse en la muestra de la derecha. La muestra de la izquierda contiene iones cloruro, los cuales provocan la desactivación de la fluorescencia de la quinina, de modo que la muestra de la izquierda no fluoresce de manera visible (la luz violeta que se observa es tan solo luz del láser dispersada).

El término quenching fluorescente o desactivación fluorescente hace referencia a cualquier proceso que produzca una disminución en la intensidad de la fluorescencia emitida por una determinada sustancia. Una gran variedad de procesos pueden provocar una desactivación fluorescente, tales como reacciones en estado excitado, transferencia de energía, formación de complejos y quenching por colisiones moleculares. Como consecuencia, la desactivación fluorescente es altamente dependiente de la presión y la temperatura. El oxígeno molecular y los iones ioduro y cloruro son desactivadores químicos muy frecuentemente utilizados. El ion cloruro es un muy conocido desactivador para la fluorescencia de la quinina. La desactivación de la fluorescencia representa un problema para los métodos espectroscópicos no instantáneos, tales como la fluorescencia inducida por láser. El efecto de desactivación fluorescente se utiliza para construir algunos sensores de tipo óptodo; por ejemplo, el efecto de desactivación que provoca el oxígeno en ciertos complejos de rutenio permite la medición de la saturación de oxígeno de una solución. Por otra parte la desactivación de la fluorescencia es el mecanismo básico en el cual se basan los ensayos de tipo de transferencia de energía de resonancia (FRET). Los mecanismos de desactivación y activación de la fluorescencia luego de la interacción con moléculas biológicas diana es la base para el funcionamiento de los agentes de contraste para la generación de imágenes moleculares.

## Mecanismos de desactivación

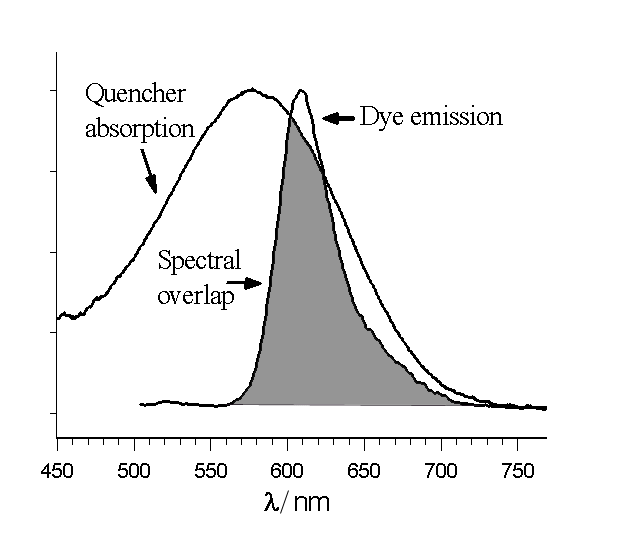
Solapamiento de los espectros de emisión y absorción del donador y desactivador respectivamente

Comparación entre mecanismos de desactivación estáticos y dinámicos

Existen varios mecanismos por los cuales la energía puede ser transferida de modo no radiativo (sin absorción o emisión de fotones) entre dos colorantes, uno aceptor y uno donador. La transferencia de energía de resonancia de Förster (FRET o FET), por ejemplo, es un mecanismo de desactivación dinámico debido a que la transferencia ocurre mientras el donador se encuentra en un estado excitado. El mecanismo en el cual se basa FRET son las clásicas interacciones dipolo-dipolo entre los dipolos transitorios que se producen en el donador y el aceptor. Debido a esta particularidad este mecanismo es extremadamente dependiente de la distancia entre donador y aceptor (R), por lo que la tasa de energía transferida cae a razón de 1/R6. El mecanismo FRET también depende del solapamiento entre los espectros de absorción y emisión de donador y aceptor, y de la orientación relativa de los momentos de los dipolos transitorios en donador y aceptor. Generalmente, el mecanismo Förster ocurre cuando las distancias entre donador y aceptor son menores a 100 Å.
La transferencia electrónica Dexter, también conocida como energía de transferencia colisional, es otro mecanismo de desactivación dinámico. La transferencia Dexter es un fenómeno de corto alcance que disminuye con la distancia en relación e−R y depende del solapamiento espacial entre los orbitales moleculares de donador y aceptor. En la mayor parte de las situaciones donde intervienen un donador, un aceptor - fluoróforo y un desactivador, el mecanismo Förster es mucho más importante que el mecanismo Dexter. En ambos tipos de mecanismos el Förster y el Dexter, las formas de los espectros de absorción y emisión de los compuestos coloreados que participan son iguales a los de las especies puras.
Un tercer mecanismo de desactivación dinámica es el exciplejo (complejo de estado excitado).[cita requerida]
Los restantes mecanismos de transferencia de energía son los de desactivación estática, también referidos como de desactivación por contacto. El mecanismo de desactivación estática puede ser el mecanismo dominante en algunas sondas moleculares que se basan en el principio de desactivación de la fluorescencia. A diferencia del mecanismo dinámico, la desactivación estática ocurre cuando ambas moléculas (la donadora y la aceptora) se encuentran en estado basal. El donador y el aceptor se unen para formar un aducto, un complejo en estado basal, es decir un dímero intramolecular con propiedades únicas (diferentes a la de los compuestos que lo forman), tales como el no ser fluorescente y poseer un espectro de absorción diferente y distintivo. La agregación de las moléculas coloreadas es debida en este caso a interacciones hidrofóbicas que obligan a las moléculas a apilarse todas juntas para minimizar los contactos con el agua. Las moléculas de colorantes aromáticos planares que se eligen para coincidir con la molécula fluorescente por medio de interacciones electrostáticas, hidrofóbicas o estéricas pueden potenciar el efecto de desactivación estático. Las altas temperaturas y la adición de surfactantes, tienden a dificultar la formación de complejos en estado basal.